# BAFTA a la millor música
El BAFTA a la millor música és un dels premis BAFTA atorgats per la British Academy of Film and Television Arts (BAFTA), prèviament conegut com el Premi Anthony Asquith de Música de Cinema. S'entreguen en una cerimònia anual des de 1969, en reconeixement de la millors compositors de cinema.
Amb set victòries de disset nominacions, John Williams és alhora el més nominat i el més premiat en aquesta categoria. Ennio Morricone és l'únic compositor que ha guanyat en anys consecutius; per La missió el 1987 i Els intocables d'Elliot Ness el 1988. Morricone també té la puntuació i el registre perfectes més alts, amb sis victòries de sis nominacions. George Fenton i Howard Shore comparteixen el rècord de més nominacions sense guanyar (sis cadascun). Només sis compositors, John Williams (el 1975 i el 1978), Vangelis (el 1982), Maurice Jarre (el 1985), Hans Zimmer (el 2017) i el duet de compositors Trent Reznor i Atticus Ross (el 2020), han rebut dues nominacions el mateix any. El 2019, Lady Gaga es va convertir en la primera dona a guanyar aquest premi per A Star Is Born. El 2020, Hildur Guðnadóttir es va convertir en la primera dona acreditada per una victòria en solitari en aquest premi per Joker.
El 2022, després de 10 nominacions, Hans Zimmer finalment va guanyar aquest premi (per Dune) i va establir el rècord de la majoria de nominacions abans del primer premi.

## Guanyadors i nominats
Els anys indicats són aquells en què es va celebrar la cerimònia, que té lloc l'any següent de l'estrena de les pel·lícules en qüestió.

### Dècada del 1960
| Any  | Pel·lícula                      | Nominat(s)   |
| ---- | ------------------------------- | ------------ |
| 1969 | The Lion in Winter              | John Barry   |
| 1969 | The Charge of the Light Brigade | John Addison |
| 1969 | Romeo and Juliet                | Nino Rota    |
| 1969 | Vivre pour vivre                | Francis Lai  |

### Dècada del 1970
| Any  | Pel·lícula                                                             | Nominat(s) |
| ---- | ---------------------------------------------------------------------- | --- |
| 1970 | Z                                                                      | Mikis Theodorakis |
| 1970 | Secret Ceremony                                                        | Richard Rodney Bennett |
| 1970 | El cas de Thomas Crown (The Thomas Crown Affair)                       | Michel Legrand |
| 1970 | Dones enamorades (Women in Love)                                       | Georges Delerue |
| 1971 | Butch Cassidy and the Sundance Kid                                     | Burt Bacharach |
| 1971 | El restaurant de l'Alice (Alice's Restaurant)                          | Arlo Guthrie |
| 1971 | Figures in a Landscape                                                 | Richard Rodney Bennett |
| 1971 | The Railway Children                                                   | Johnny Douglas |
| 1972 | Estiu del 42 (Summer of '42)                                           | Michel Legrand |
| 1972 | Petit gran home (Little Big Man)                                       | John P. Hammond |
| 1972 | Les nits roges de Harlem (Shaft)                                       | Isaac Hayes |
| 1972 | Trànsit (Trafic)                                                       | Charles Dumont |
| 1973 | El Padrí (The Godfather)                                               | Nino Rota |
| 1973 | Lady Caroline Lamb                                                     | Richard Rodney Bennett |
| 1973 | Macbeth                                                                | The Third Ear Band |
| 1973 | El jove Winston (Young Winston)                                        | Alfred Ralston |
| 1974 | O Lucky Man!                                                           | Alan Price |
| 1974 | Pat Garret i Billy el Nen (Pat Garrett and Billy the Kid)              | Bob Dylan |
| 1974 | Sounder                                                                | Taj Mahal |
| 1974 | État de siège                                                          | Mikis Theodorakis |
| 1975 | Assassinat a l'Orient Express (Murder on the Orient Express)           | Richard Rodney Bennett |
| 1975 | Happy New Year                                                         | Francis Lai |
| 1975 | Chinatown                                                              | Jerry Goldsmith |
| 1975 | Serpico                                                                | Mikis Theodorakis |
| 1975 | The Three Musketeers                                                   | Michel Legrand |
| 1976 | Tauró (Jaws) El colós en flames (The Towering Inferno)                 | John Williams |
| 1976 | El Padrí II (The Godfather Part II)                                    | Nino Rota |
| 1976 | Pelham un, dos, tres (The Taking of Pelham One Two Three)              | David Shire |
| 1976 | El vent i el lleó (The Wind and the Lion)                              | Jerry Goldsmith |
| 1977 | Taxi Driver                                                            | Bernard Herrmann |
| 1977 | Bugsy Malone                                                           | Paul Williams |
| 1977 | Algú va volar sobre el niu del cucut (One Flew Over the Cuckoo's Nest) | Jack Nitzsche |
| 1977 | La sabatilla i la rosa (The Slipper and the Rose)                      | Richard M. Sherman Robert B. Sherman |
| 1978 | A Bridge Too Far (Un pont massa llunyà)                                | John Addison |
| 1978 | Equus                                                                  | Richard Rodney Bennett |
| 1978 | L'espia que em va estimar (The Spy Who Loved Me)                       | Marvin Hamlisch |
| 1978 | Ha nascut una estrella (A Star is Born)                                | Paul Williams, Barbra Streisand, Kenny Ascher, Rupert Holmes, Leon Russell, Kenny Loggins, Alan Bergman, Marilyn Bergman, i Donna Weiss |
| 1979 | La guerra de les galàxies (Star Wars)                                  | John Williams |
| 1979 | Encontres a la tercera fase (Close Encounters of the Third Kind)       | John Williams |
| 1979 | Julia                                                                  | Georges Delerue |
| 1979 | Febre del dissabte nit (Saturday Night Fever)                          | Barry Gibb, Maurice Gibb i Robin Gibb                                                                                                   |

### Dècada del 1980
| Any  | Pel·lícula                                                  | Nominat(s)                                                                   |
| ---- | ----------------------------------------------------------- | ---------------------------------------------------------------------------- |
| 1980 | Days of Heaven                                              | Ennio Morricone                                                              |
| 1980 | Alien                                                       | Jerry Goldsmith                                                              |
| 1980 | Apocalypse Now                                              | Carmine Coppola, Francis Ford Coppola                                        |
| 1980 | Ianquis (Yanks)                                             | Richard Rodney Bennett                                                       |
| 1981 | L'Imperi contraataca (The Empire Strikes Back)              | John Williams                                                                |
| 1981 | Breaking Glass                                              | Hazel O'Connor                                                               |
| 1981 | Fama (Fame)                                                 | Michael Gore                                                                 |
| 1981 | Flash Gordon                                                | John Deacon, Brian May, Freddie Mercury, Roger Meddows-Taylor i Howard Blake |
| 1982 | La dona del tinent francès (The French Lieutenant's Woman)  | Carl Davis                                                                   |
| 1982 | Arthur, el solter d'or (Arthur)                             | Burt Bacharach                                                               |
| 1982 | Carros de foc (Chariots of Fire)                            | Vangelis                                                                     |
| 1982 | A la recerca de l'arca perduda (Raiders of the Lost Ark)    | John Williams                                                                |
| 1983 | ET, l'extraterrestre (E.T. the Extra-Terrestrial)           | John Williams                                                                |
| 1983 | Blade Runner                                                | Vangelis                                                                     |
| 1983 | Gandhi                                                      | George Fenton i Ravi Shankar                                                 |
| 1983 | Missing                                                     | Vangelis                                                                     |
| 1984 | Bon Nadal, Mr. Lawrence (Merry Christmas, Mr. Lawrence)     | Ryuichi Sakamoto                                                             |
| 1984 | Flashdance                                                  | Giorgio Moroder                                                              |
| 1984 | Un personatge genial (Local Hero)                           | Mark Knopfler                                                                |
| 1984 | Oficial i cavaller (An Officer and a Gentleman)             | Jack Nitzsche                                                                |
| 1985 | Hi havia una vegada a Amèrica (Once Upon a Time in America) | Ennio Morricone                                                              |
| 1985 | Carmen                                                      | Paco de Lucía                                                                |
| 1985 | Els crits del silenci (The Killing Fields)                  | Mike Oldfield                                                                |
| 1985 | París, Texas (Paris, Texas)                                 | Ry Cooder                                                                    |
| 1986 | L'únic testimoni (Witness)                                  | Maurice Jarre                                                                |
| 1986 | Beverly Hills Cop                                           | Harold Faltermeyer                                                           |
| 1986 | La selva esmaragda (The Emerald Forest)                     | Brian Gascoigne i Junior Homrich                                             |
| 1986 | Passatge a l'Índia (A Passage to India)                     | Maurice Jarre                                                                |
| 1987 | La missió (The Mission)                                     | Ennio Morricone                                                              |
| 1987 | Out of Africa                                               | John Barry                                                                   |
| 1987 | Una habitació amb vista (A Room with a View)                | Richard Robbins                                                              |
| 1987 | Al voltant de mitjanit (Round Midnight)                     | Herbie Hancock                                                               |
| 1988 | Els intocables d'Elliot Ness (The Untouchables)             | Ennio Morricone                                                              |
| 1988 | Cry Freedom                                                 | George Fenton i Jonas Gwangwa                                                |
| 1988 | Esperança i glòria (Hope and Glory)                         | Peter Martin                                                                 |
| 1988 | Wish You Were Here                                          | Stanley Myers                                                                |
| 1989 | L'imperi del Sol (Empire of the Sun)                        | John Williams                                                                |
| 1989 | Bird                                                        | Lennie Niehaus                                                               |
| 1989 | L'últim emperador (The Last Emperor)                        | Ryuichi Sakamoto, David Byrne i Cong Su                                      |
| 1989 | Encís de lluna (Moonstruck)                                 | Dick Hyman                                                                   |

### Dècada del 1990
| Any  | Pel·lícula                                                                    | Nominat(s)                         |
| ---- | ----------------------------------------------------------------------------- | ---------------------------------- |
| 1990 | El club dels poetes morts (Dead Poets Society)                                | Maurice Jarre                      |
| 1990 | Les amistats perilloses (Dangerous Liaisons)                                  | George Fenton                      |
| 1990 | Crema Mississippi (Mississippi Burning)                                       | Trevor Jones                       |
| 1990 | Working Girl                                                                  | Carly Simon                        |
| 1991 | Cinema Paradiso (Nuovo Cinema Paradiso)                                       | Andrea Morricone i Ennio Morricone |
| 1991 | Els fabulosos Baker Boys (The Fabulous Baker Boys)                            | Dave Grusin                        |
| 1991 | Memphis Belle                                                                 | George Fenton                      |
| 1991 | Postals des de Hollywood (Postcards from the Edge)                            | Carly Simon                        |
| 1992 | Cyrano de Bergerac                                                            | Jean-Claude Petit                  |
| 1992 | Ballant amb llops (Dances with Wolves)                                        | John Barry                         |
| 1992 | El silenci dels anyells (The Silence of the Lambs)                            | Howard Shore                       |
| 1992 | Thelma i Louise (Thelma & Louise)                                             | Hans Zimmer                        |
| 1993 | L'amor és a l'aire (Strictly Ballroom)                                        | David Hirschfelder                 |
| 1993 | La bella i la bèstia (Beauty and the Beast)                                   | Howard Ashman i Alan Menken        |
| 1993 | Escolteu la meva cançó (Hear My Song)                                         | John Altman                        |
| 1993 | L'últim dels mohicans (The Last of the Mohicans)                              | Randy Edelman i Trevor Jones       |
| 1994 | La llista de Schindler (Schindler's List)                                     | John Williams                      |
| 1994 | Aladdin                                                                       | Alan Menken                        |
| 1994 | El piano (The Piano)                                                          | Michael Nyman                      |
| 1994 | Alguna cosa per recordar (Sleepless in Seattle)                               | Marc Shaiman                       |
| 1995 | Backbeat                                                                      | Don Was                            |
| 1995 | Les aventures de Priscilla (The Adventures of Priscilla, Queen of the Desert) | Guy Gross                          |
| 1995 | Quatre bodes i un funeral (Four Weddings and a Funeral)                       | Richard Rodney Bennett             |
| 1995 | The Lion King                                                                 | Hans Zimmer                        |
| 1996 | Il postino                                                                    | Luis Enríquez Bacalov              |
| 1996 | Braveheart                                                                    | James Horner                       |
| 1996 | La follia del rei George (The Madness of King George)                         | George Fenton                      |
| 1996 | Sentit i sensibilitat (Sense and Sensibility)                                 | Patrick Doyle                      |
| 1997 | El pacient anglès (The English Patient)                                       | Gabriel Yared                      |
| 1997 | Tocant el vent (Brassed Off)                                                  | Trevor Jones                       |
| 1997 | Evita                                                                         | Tim Rice i Andrew Lloyd Webber     |
| 1997 | Shine                                                                         | David Hirschfelder                 |
| 1998 | Romeo + Juliet                                                                | Nellee Hooper                      |
| 1998 | The Full Monty                                                                | Anne Dudley                        |
| 1998 | L.A. Confidential                                                             | Jerry Goldsmith                    |
| 1998 | Titanic                                                                       | James Horner                       |
| 1999 | Elisabet (Elizabeth)                                                          | David Hirschfelder                 |
| 1999 | Hilary i Jackie (Hilary and Jackie)                                           | Barrington Pheloung                |
| 1999 | Salvem el soldat Ryan (Saving Private Ryan)                                   | John Williams                      |
| 1999 | Shakespeare in Love                                                           | Stephen Warbeck                    |

### Dècada del 2000
| Any  | Pel·lícula                                                                                         | Nominat(s)                           |
| ---- | -------------------------------------------------------------------------------------------------- | ------------------------------------ |
| 2000 | American Beauty                                                                                    | Thomas Newman                        |
| 2000 | Buena Vista Social Club                                                                            | Ry Cooder i Nick Gold                |
| 2000 | El final de l'idil·li (The End of the Affair)                                                      | Michael Nyman                        |
| 2000 | L'enginyós senyor Ripley (The Talented Mr. Ripley)                                                 | Gabriel Yared                        |
| 2001 | Tigre i drac (Crouching Tiger, Hidden Dragon)                                                      | Tan Dun                              |
| 2001 | Gairebé famosos (Almost Famous)                                                                    | Nancy Wilson                         |
| 2001 | Billy Elliot                                                                                       | Stephen Warbeck                      |
| 2001 | Gladiator                                                                                          | Lisa Gerrard i Hans Zimmer           |
| 2001 | O Brother, Where Art Thou?                                                                         | T-Bone Burnett i Carter Burwell      |
| 2002 | Moulin Rouge!                                                                                      | Craig Armstrong i Marius De Vries    |
| 2002 | Amélie (Le Fabuleux Destin d'Amélie Poulain)                                                       | Yann Tiersen                         |
| 2002 | El Senyor dels Anells: La Germandat de l'Anell (The Lord of the Rings: The Fellowship of the Ring) | Howard Shore                         |
| 2002 | Mulholland Drive                                                                                   | Angelo Badalamenti                   |
| 2002 | Shrek                                                                                              | Harry Gregson-Williams i John Powell |
| 2003 | Les hores (The Hours)                                                                              | Philip Glass                         |
| 2003 | Catch Me if You Can                                                                                | John Williams                        |
| 2003 | Chicago                                                                                            | Fred Ebb, Danny Elfman i John Kander |
| 2003 | Gangs of New York                                                                                  | Howard Shore                         |
| 2003 | El pianista (The Pianist)                                                                          | Wojciech Kilar                       |
| 2004 | Cold Mountain                                                                                      | T-Bone Burnett i Gabriel Yared       |
| 2004 | Girl with a Pearl Earring                                                                          | Alexandre Desplat                    |
| 2004 | Kill Bill: Vol. 1                                                                                  | RZA                                  |
| 2004 | El Senyor dels Anells: El retorn del rei (The Lord of the Rings: The Return of the King)           | Howard Shore                         |
| 2004 | Lost in Translation                                                                                | Brian Reitzell i Kevin Shields       |
| 2005 | Diarios de motocicleta                                                                             | Gustavo Santaolalla                  |
| 2005 | L'aviador (The Aviator)                                                                            | Howard Shore                         |
| 2005 | Les Choristes                                                                                      | Bruno Coulais                        |
| 2005 | Descobrir el País de Mai Més (Finding Neverland)                                                   | Jan A.P. Kaczmarek                   |
| 2005 | Ray                                                                                                | Craig Armstrong                      |
| 2006 | Memòries d'una geisha (Memoirs of a Geisha)                                                        | John Williams                        |
| 2006 | Brokeback Mountain                                                                                 | Gustavo Santaolalla                  |
| 2006 | The Constant Gardener                                                                              | Alberto Iglesias                     |
| 2006 | Mrs Henderson Presents                                                                             | George Fenton                        |
| 2006 | A la corda fluixa (Walk the Line)                                                                  | T-Bone Burnett                       |
| 2007 | Babel                                                                                              | Gustavo Santaolalla                  |
| 2007 | Casino Royale                                                                                      | David Arnold                         |
| 2007 | Dreamgirls                                                                                         | Henry Krieger                        |
| 2007 | Happy feet: Trencant el gel (Happy Feet)                                                           | John Powell                          |
| 2007 | La reina (The Queen)                                                                               | Alexandre Desplat                    |
| 2008 | La vida en rosa (La Môme)                                                                          | Christopher Gunning                  |
| 2008 | American Gangster                                                                                  | Marc Streitenfeld                    |
| 2008 | Expiació (Atonement)                                                                               | Dario Marianelli                     |
| 2008 | The Kite Runner                                                                                    | Alberto Iglesias                     |
| 2008 | Pous d'ambició (There Will Be Blood)                                                               | Jonny Greenwood                      |
| 2009 | Slumdog Millionaire                                                                                | A. R. Rahman                         |
| 2009 | El curiós cas de Benjamin Button (The Curious Case of Benjamin Button)                             | Alexandre Desplat                    |
| 2009 | El cavaller fosc (The Dark Knight)                                                                 | James Newton Howard i Hans Zimmer    |
| 2009 | Mamma Mia!                                                                                         | Benny Andersson i Björn Ulvaeus      |
| 2009 | WALL·E                                                                                             | Thomas Newman                        |

### Dècada del 2010
| Any  | Pel·lícula                                                                         | Nominat(s)                               |
| ---- | ---------------------------------------------------------------------------------- | ---------------------------------------- |
| 2010 | Up                                                                                 | Michael Giacchino                        |
| 2010 | Avatar                                                                             | James Horner                             |
| 2010 | Crazy Heart                                                                        | T-Bone Burnett i Stephen Bruton          |
| 2010 | Fantastic Mr. Fox                                                                  | Alexandre Desplat                        |
| 2010 | Sex & Drugs & Rock & Roll                                                          | Chaz Jankel                              |
| 2011 | El discurs del rei (The King's Speech)                                             | Alexandre Desplat                        |
| 2011 | 127 hores (127 Hours)                                                              | A. R. Rahman                             |
| 2011 | Alice in Wonderland                                                                | Danny Elfman                             |
| 2011 | Com ensinistrar un drac (How to Train Your Dragon)                                 | John Powell                              |
| 2011 | Origen (Inception)                                                                 | Hans Zimmer                              |
| 2012 | The Artist                                                                         | Ludovic Bource                           |
| 2012 | Millennium: Els homes que no estimaven les dones (The Girl with the Dragon Tattoo) | Trent Reznor i Atticus Ross              |
| 2012 | Hugo                                                                               | Howard Shore                             |
| 2012 | El talp (Tinker Tailor Soldier Spy)                                                | Alberto Iglesias                         |
| 2012 | Cavall de guerra (War Horse)                                                       | John Williams                            |
| 2013 | Skyfall                                                                            | Thomas Newman                            |
| 2013 | Anna Karènina (Anna Karerina)                                                      | Dario Marianelli                         |
| 2013 | Argo                                                                               | Alexandre Desplat                        |
| 2013 | La vida de Pi (Life of Pi)                                                         | Mychael Danna                            |
| 2013 | Lincoln                                                                            | John Williams                            |
| 2014 | Gravity                                                                            | Steven Price                             |
| 2014 | 12 anys d'esclavitud (12 Years a Slave)                                            | Hans Zimmer                              |
| 2014 | The Book Thief                                                                     | John Williams                            |
| 2014 | Capità Phillips (Captain Phillips)                                                 | Henry Jackman                            |
| 2014 | Saving Mr. Banks                                                                   | Thomas Newman                            |
| 2015 | The Grand Budapest Hotel                                                           | Alexandre Desplat                        |
| 2015 | Birdman                                                                            | Antonio Sánchez                          |
| 2015 | Interstellar                                                                       | Hans Zimmer                              |
| 2015 | The Theory of Everything                                                           | Jóhann Jóhannsson                        |
| 2015 | Under the Skin                                                                     | Mica Levi                                |
| 2016 | The Hateful Eight                                                                  | Ennio Morricone                          |
| 2016 | Bridge of Spies                                                                    | Thomas Newman                            |
| 2016 | The Revenant                                                                       | Ryuichi Sakamoto i Carsten Nicolai       |
| 2016 | Sicari (Sicario)                                                                   | Jóhann Jóhannsson                        |
| 2016 | Star Wars episodi VII: El despertar de la força (Star Wars: The Force Awakens)     | John Williams                            |
| 2017 | La La Land                                                                         | Justin Hurwitz                           |
| 2017 | Arrival                                                                            | Jóhann Jóhannsson                        |
| 2017 | Jackie                                                                             | Mica Levi                                |
| 2017 | Lion                                                                               | Hauschka i Dustin O'Halloran             |
| 2017 | Nocturnal Animals                                                                  | Abel Korzeniowski                        |
| 2018 | The Shape of Water                                                                 | Alexandre Desplat                        |
| 2018 | Blade Runner 2049                                                                  | Benjamin Wallfisch i Hans Zimmer         |
| 2018 | Darkest Hour                                                                       | Dario Marianelli                         |
| 2018 | Dunkerque (Dunkirk)                                                                | Hans Zimmer                              |
| 2018 | El fil invisible (Phantom Thread)                                                  | Jonny Greenwood                          |
| 2019 | A Star Is Born                                                                     | Bradley Cooper, Lady Gaga i Lukas Nelson |
| 2019 | Infiltrat en el KKKlan (BlacKkKlansman)                                            | Terence Blanchard                        |
| 2019 | El blues de Beale Street (If Beale Street Could Talk)                              | Nicholas Britell                         |
| 2019 | Isle of Dogs                                                                       | Alexandre Desplat                        |
| 2019 | Mary Poppins Returns                                                               | Marc Shaiman                             |

### Dècada del 2020
| Any  | Pel·lícula                                                          | Nominat(s)                                |
| ---- | ------------------------------------------------------------------- | ----------------------------------------- |
| 2020 | Joker                                                               | Hildur Guðnadóttir                        |
| 2020 | 1917                                                                | Thomas Newman                             |
| 2020 | Jojo Rabbit                                                         | Michael Giacchino                         |
| 2020 | Donetes (Little Women)                                              | Alexandre Desplat                         |
| 2020 | Star Wars: L'ascens de Skywalker (Star Wars: The Rise of Skywalker) | John Williams                             |
| 2021 | Soul                                                                | Jon Batiste, Trent Reznor, i Atticus Ross |
| 2021 | Minari: Història de la meva família (Minari)                        | Emile Mosseri                             |
| 2021 | News of the World                                                   | James Newton Howard                       |
| 2021 | Promising Young Woman                                               | Anthony Willis                            |
| 2021 | Mank                                                                | Trent Reznor i Atticus Ross               |
| 2022 | Dune                                                                | Hans Zimmer                               |
| 2022 | Being the Ricardos                                                  | Daniel Pemberton                          |
| 2022 | Don't Look Up                                                       | Nicholas Britell                          |
| 2022 | The French Dispatch                                                 | Alexandre Desplat                         |
| 2022 | The Power of the Dog                                                | Jonny Greenwood                           |
| 2023 | Res de nou a l'oest (Im Westen nichts Neues)                        | Volker Bertelmann                         |
| 2023 | Babylon                                                             | Justin Hurwitz                            |
| 2023 | The Banshees of Inisherin                                           | Carter Burwell                            |
| 2023 | Tot a la vegada a tot arreu (Everything Everywhere All at Once)     | Son Lux                                   |
| 2023 | Pinotxo (Guillermo del Toro's Pinocchio)                            | Alexandre Desplat                         |